# Markus Berges

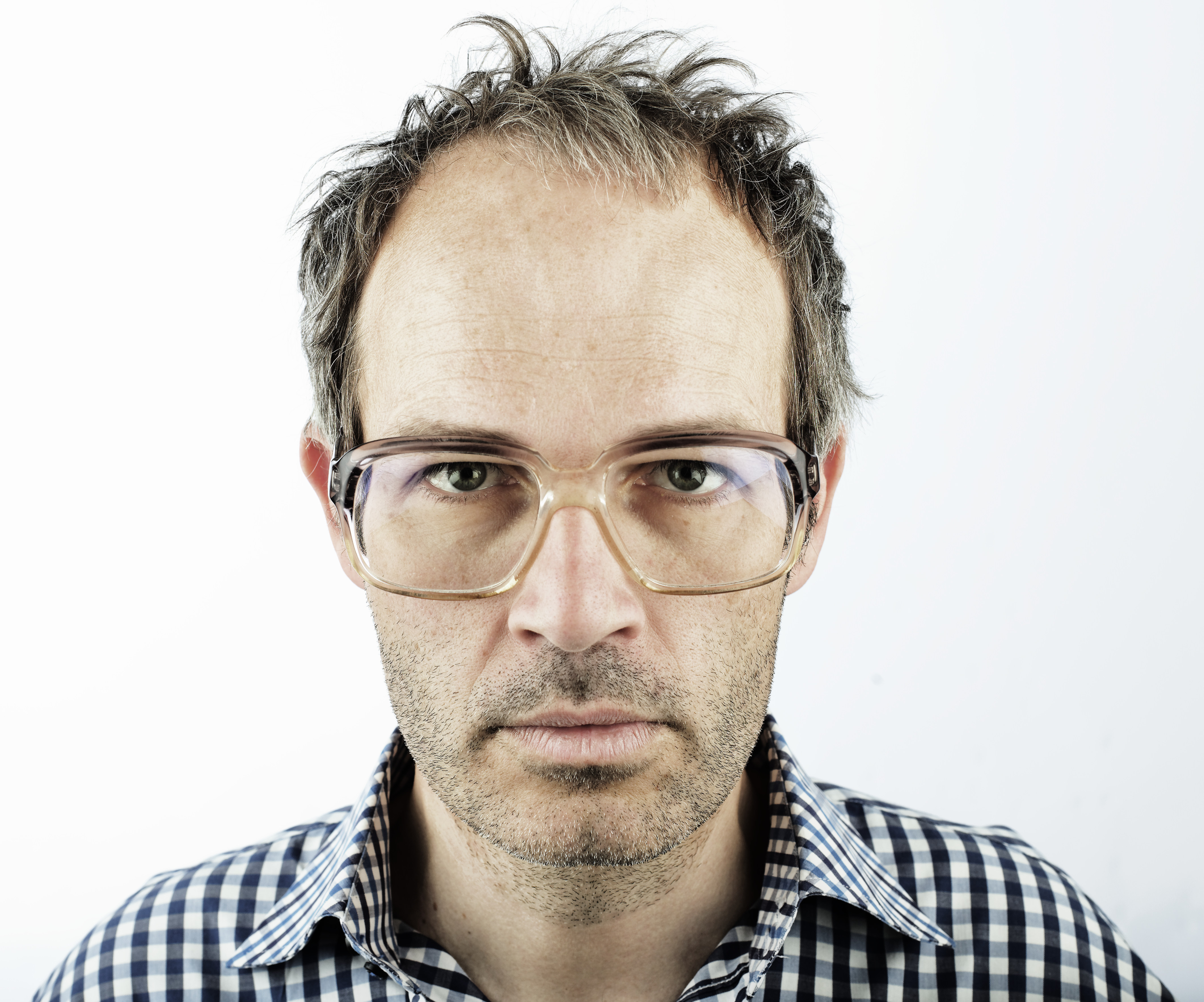
Markus Berges (2011)

Markus Berges (* 1966 in Telgte) ist ein deutscher Autor und Musiker. Er ist Sänger der Band Erdmöbel.

## Leben
Berges studierte Germanistik und Geschichte an der Universität Münster. Mit der 1995 gegründeten Band Erdmöbel, deren Sänger und Songschreiber er ist, veröffentlichte er bislang dreizehn Alben, zuletzt Guten Morgen, Ragazzi (2022). 2010 erschien bei Rowohlt Berlin sein Romandebüt Ein langer Brief an September Nowak. Ausgewählte Songtexte erschienen 2014 unter dem Titel Liebeslieder. Im Jahr 2016 veröffentlichte Berges seinen zweiten Roman Die Köchin von Bob Dylan. 2024 erschien bei Rowohlt Berlin der Roman Irre Wolken. Berges ist Gründungsmitglied des PEN Berlin. Er lebt mit seiner Familie in Köln.

## Romane
Irre Wolken, ein autobiografischer Roman, erzählt die Geschichte einer Liebe zwischen einer Patientin und einem jungen Pfleger in einer westfälischen Psychiatrie im Tschernobyl-Jahr 1986. Unmittelbar nach Erscheinen heißt es, mit diesem Roman schwimme Berges "in der Sprache wie ein Fisch im Wasser". Radioeins (RBB) kürt Irre Wolken zum "Favorit Buch": „Es ist toll geschrieben, es ist spannend, es ist tiefgründig, es steckt auch jede Menge Selbstironie und Humor drin. [...] eine wirklich grandiose Zeitreise.“ Der Roman wird in vielen Medien positiv besprochen, so in Die Tageszeitung und der Frankfurter Allgemeinen Zeitung. Die Darmstädter Jury wählt Irre Wolken zum Buch des Monats Mai 2024. Die Welt nennt den Roman "ein kleines Meisterwerk" Die ZEIT schreibt in ihrer Ausgabe Die 100 besten Bücher des Jahres: „Ein turbulenter Trip durch die alte Bundesrepublik. Von der ersten bis zur letzten Seite kollidieren die Dinge mit den Menschen und die Menschen miteinander […] Nichts wird denunziert, alles wird mit dem Bemühen um Gerechtigkeit und einem Gran von Liebe dargestellt, sodass das Einfache einen leichten Zug ins Erhabene bekommt, mit viel Spucke und Dreck zwar, aber niemals ohne die Liebe.“
Die Köchin von Bob Dylan, Berges’ zweiter Roman, erzählt von Jasmin Nickenigs ersten Tagen als Tour-Köchin bei Bob Dylan. Damit kontrastiert wird die Geschichte von Florentinius Malsam, eines Schwarzmeerdeutschen, der 1944 verschwand. Als Jasmin erfährt, dass in der Nähe von Odessa ein Mann namens Wowa ihr verschollener Großvater sein könnte, ist sie mit Dylan und seiner Band auf der (noch ukrainischen) Krim. Ihr Arbeitgeber ermuntert sie, der Sache auf den Grund zu gehen. Für die Berliner Morgenpost ist Die Köchin von Bob Dylan „ein vorzüglicher, Popkultur und deutsche Geschichte verquickender Roman“. Im Rolling Stone wurde das Buch hinsichtlich des nüchternen Sprachstils, des sehnsüchtigen Tons und der poetischen Kraft mit Ralf Rothmanns Im Frühling sterben verglichen. Die Köchin von Bob Dylan sei „ein origineller, eindringlicher, bewegender, berührender und charmanter Roman.“
Ein langer Brief an September Nowak handelt von der 19-jährigen Betti Lauban, die nach dem Abitur nach Südfrankreich fährt, um ihre Brieffreundin September Nowak zu besuchen. Vor Ort erfährt Betti, dass deren über Jahre beschriebenes mondänes Leben in Monaco nur erfunden war. Die enttäuschte Betti bricht zu einer Reise entlang der französischen Mittelmeerküste auf und nimmt dabei ihrerseits das Pseudonym September Nowak an.
Die Süddeutsche Zeitung nannte den Roman „ein großes Buch“, Spiegel Online urteilte: „Ein Buch, das die Oberfläche zerkratzt, bis das wahre Leben sichtbar wird“. In der Berliner Zeitung hieß es, September Nowak sei „eine unsentimentale, lustige, nach Hormonen riechende Erzählung“.

## Auszeichnungen
- 2012 Arbeitsstipendium des Landes Nordrhein-Westfalen
- 2013 Förderstipendium der SK Stiftung Kultur
- 2019/20 Spreewald Literaturstipendium
- 2020/21 Deutsche Akademie Rom – Casa Baldi
- 2023 Arbeitsstipendium des Landes Nordrhein-Westfalen

## Diskographie (Erdmöbel)
- 1996: Das Ende der Diät (NRW Records)
- 2000: Erste Worte nach Bad mit Delfinen (NRW Records)
- 2000: Erdmöbel versus Ekimas (NRW Records)
- 2003: Altes Gasthaus Love (Tapete Records)
- 2004: Fotoalbum (Tapete Records)
- 2005: Für die nicht wissen wie (Tapete Records)
- 2007: No.1 Hits (Columbia)
- 2010: Krokus (Edel)
- 2011: Retrospektive (Edel)
- 2013: Kung Fu Fighting (Jippie)
- 2014: Geschenk (Jippie) /  2015: Geschenk + 3 (Jippie)
- 2018: Hinweise zum Gebrauch (Jippie)
- 2022: Guten Morgen, Ragazzi (Jippie)

## Veröffentlichungen
- Ein langer Brief an September Nowak. Roman, Rowohlt Berlin Verlag, Berlin 2009, ISBN 978-3-87134-656-9
- Liebeslieder. Mit einer Fotosammlung von Martina Göken. Aisthesis Verlag, Bielefeld 2014, ISBN 978-3-89528-916-3
- Die Köchin von Bob Dylan. Roman, Rowohlt Berlin Verlag, Berlin 2016, ISBN 978-3-87134-709-2
- Irre Wolken. Roman, Rowohlt Berlin Verlag, Berlin 2024, ISBN 978-3-7371-0103-5